# Ellicott (Kolorado)
Ellicott – jednostka osadnicza w Stanach Zjednoczonych, w stanie Kolorado, w hrabstwie El Paso.